# 60 Serpentis
60 Serpentis, som är stjärnans Flamsteed-beteckning, är en ensam stjärna i den östra delen av stjärnbilden Ormen, som också har Bayer-beteckningen c Serpentis. Den har en  skenbar magnitud på ca 5,38 och är svagt synlig för blotta ögat där ljusföroreningar ej förekommer. Baserat på parallax enligt Gaia Data Release 2 på ca 13,8 mas, beräknas den befinna sig på ett avstånd på ca 230 ljusår (ca 70 parsek) från solen. Den rör sig bort från solen med en heliocentrisk radialhastighet av ca 28 km/s

## Egenskaper
60 Serpentis A är en orange till gul jättestjärna av spektralklass K0 III, som har förbrukat förrådet av väte i dess kärna och expanderat. Den ingår för närvarande i den så kallade " röda klumpen ", vilket betyder att den befinner sig på den horisontella jättegrenen och genererar energi genom termonukleär fusion av helium i dess kärna. Den har en massa som är ca 1,8 solmassor, en radie som är ca 7,8 solradier och utsänder ca 35 gånger mera energi än solen från dess fotosfär vid en effektiv temperatur på ca 5 100 K.